# 무라타 아리사
무라타 아리사(일본어: 村田愛里咲, 1990년 10월 17일~)는 일본의 프리스타일 스키 선수로 주 종목은 모굴이다. 2010 밴쿠버 올림픽과 2014 소치 올림픽에 일본 국가대표로 참가하였다

## 일생
후쿠오카현 기타큐슈시의 교가쿠 유치원(行学幼稚園)을 운영하는 집안에서 태어났다. 삼촌의 권유로 스키에 입문했으며, 초등학교 6학년 때 덤블링 클럽 스페이스 워크에 입단하여 후쿠오카 현 주니어 알파인 스키 선수권대회에서 입상했으며, 당시 적수로 현재 권투 선수로 활동하고 있는 구로키 유코가 있다. 오빠의 영향으로 중학교 1학년 때 모굴스키로 전향하여 덤블링 및 공중 동작을 훈련했다. 중학교 2학년 때인 2005년 12월에 모굴 스키 일본 국가대표로 발탁되어, 미국 파크시티에서 열린 북아메리카 컵에 참가하였으며, 모굴 종목에서 35위, 듀얼 모굴 종목에서 23위를 기록했다.
이후 2006년에 후쿠시마현 야마군의 이나와시로정에서 열린 일본 선수권대회에 참가하였으며, 모굴 종목에서 10위, 듀얼 모굴 종목에서 6위를 기록했다. 같은 해에 기타큐슈 시립 도호쿠 중학교를 졸업하고 모굴 스키에 전념할 수 있는 환경을 위해 홋카이도 삿포로시의 홋카이도 쇼지 가쿠엔 고등학교로 진학했다. 이 해 1월에 다시 국가대표로 발탁하여 캐나다 퀘벡주의 몽가브리엘에서 열린 북아메리카 컵에 참가하여 모굴 부문 35위, 듀얼 모굴 부문 23위를 기록했다. 2월에는 캐나다 퀘벡 주 발생콤에서 열린 북아메리카 컵에 참가하여 모굴 13위, 듀멀 모굴 17위를 기록했다. 이후 도야마시 야스오 정의 다테야바산로쿠에서 열린 2007 일본 선수권대회 모굴 종목에서 우에무라 아이코와 이토 미키의 뒤를 이어 동메달을 획득했다. 2008년 1월에는 캐나다 캘거리의 캐나다 올림픽 파크에서 열린 북아메리카 컵에 일본 대표로 참가하여 모굴 부문 16위, 듀얼 모굴 부문 12위를 기록하였으며, 발생콤 북아메리카 컵에서는 모굴 9위, 듀얼 모굴 12위에 올랐다.
2월 16일에는 자신의 첫 월드컵 대회인 이나와시로 월드컵에 참가하여 모굴 종목 19위를 기록했다. 이후 8월에 오스트레일리아 뉴사우스웨일스주의 페리셔 스키 리조트에서 열린 오스트레일리아-뉴질랜드 컵에 참가하여 21일에 열린 모굴 경기에서 일본의 우에무라와 오스트레일리아의 에마 채프먼, 체코의 니콜라 수도바의 뒤를 이어 4위를 기록했고, 22일의 경기에서는 채프먼과 우에무라의 뒤를 이어 3위를 기록했다. 이후 프랑스, 캐나다, 미국, 스웨덴, 노르웨이에서 열린 월드컵에 참가하였으며, 2009년에 고등학교를 졸업하고 호쿠쇼 대학 평생교육시스템 학부 교육지도학과에 입학했으며, 이 대학교의 스키부에 입단했다.
2009년 12월에는 핀란드 케미애르비의 수오무 스키 리조트에서 열린 유로파 컵에 참가하였으며,2010년 2월에는 캐나다 밴쿠버에서 열린 2010 동계 올림픽에 일본 국가대표로 발탁되어 규슈 지방 출신 최초로 올림픽 스키 종목 국가대표가 되었다. 무라타는 여자 모굴 종목에서 공중 묘기에서 높은 평가를 받으며 8위를 기록했다. 3월에는 스페인 시에라 네바다에서 열린 월드컵에서 7위를 기록했고, 2011년 2월에는 미국 디어밸리에서 열린 세계 프리스타일 스키 선수권대회에 일본 국가대표로 참가하여 모굴 종목 12위, 듀얼 모굴 종목 13위를 기록했다. 이후 체코 마리안스케라즈네에서 열린 월드컵에서 듀얼 모굴 종목 10위를 기록했다. 8월에는 페리셔 리조트에서 열린 오스트레일리아-뉴질랜드 컵 모굴 부문에서 오스트레일리아의 브리트니 콕스와 일본의 이토 미키를 누르고 금메달을 획득했다.
2011년 12월에는 프랑스 메리벨에서 열린 월드컵에서 듀얼 모굴 8위에 올랐다. 2012년 2월에는 니가타현 미나미우오누마군의 유자와정에서 열린 월드컵에서 모굴 6위, 듀얼 모굴 8위를 기록하였다. 이후 3월 5일에 러시아 소치에서 열린 유로파 컵에서 이토 미키와 러시아의 이리나 피사렙스카야를 누르고 우승했으며, 3월 9일에 스웨덴 오레에서 열린 월드컵에서 미국의 해나 키어니와 캐나다의 클로에 뒤푸르라푸앙트의 뒤를 이어 3위를 하여 동메달을 획득했다. 이는 무라타가 획득한 최초의 월드컵 메달이다. 이후 2013 레이크플레이시드 월드컵 9위, 디어밸리 월드컵에서 5위를 하는 등 월드컵에서 활동했고, 2013년 3월에는 노르웨이 보스에서 열린 세계 선수권대회에 참가하여 모굴 종목 6위, 듀얼 모굴 종목 5위에 올랐다. 이후 러시아 소치에서 열린 2014 동계 올림픽에도 일본 국가대표로 발탁되어 1차 예선에서 22위를 기록하였고, 2차 예선에서 5위를 기록하여 결선에 진출했으나 기권했다.